# تارانتاسکا
تارانتاسکا (به ایتالیایی: Tarantasca) یک کومونه در ایتالیا است که در استان کونیو واقع شده‌است.

## خصوصیات
تارانتاسکا ۱۲٫۲ کیلومترمربع مساحت و ۲٬۰۰۲ نفر جمعیت دارد و ۴۵۱ متر بالاتر از سطح دریا واقع شده‌است.